# Wasyl Kuźma
Wasyl Kuźma (ur. 1 lutego 1891 w Romanówce, zm. 7 listopada 1963 w Winnipeg) – ksiądz greckokatolicki, główny kapelan greckokatolicki Armii Ukraińskiej Republiki Ludowej.

## Życiorys
Ukończył gimnazjum Ukraińskie w Tarnopolu, następnie Wydział Teologiczny Uniwersytetu Lwowskiego. Po wyświęceniu w 1914 odbywał służbę w 55 Pułku Piechoty w Brzeżanach, a następnie w dowództwach okręgów w Morawskiej Ostrawie, Budapeszcie i Tarnopolu.
W styczniu 1919 na prośbę Atamana Głównego Semena Petlury podjął służbę głównego kapelana dla grekokatolików w Armii URL, w stopniu generała chorążego. W grudniu 1919, będąc chorym na tyfus, został aresztowany przez oddział Wojska Polskiego i umieszczony w więzieniu w Tarnopolu, gdzie przebywał do końca kwietnia 1920. Po zawarciu polsko-ukraińskiej umowy wojskowej rozpoczął służbę w 5 Chersońskiej Dywizji Strzeleckiej. W 1921 został greckokatolickim kapelanem Wojska Polskiego, służąc we Lwowie (do 1923), Krakowie (do 1938) i Nowym Sączu (do 1939). Uczestniczył w kampanii wrześniowej. W czasie okupacji niemieckiej przebywał w Krynicy i Nowym Sączu, uczestnicząc w pracach Ukraińskiego Komitetu Pomocy oraz Proswity.
W czasie radzieckiej ofensywy w 1944 wyjechał do Słowacji, a następnie do Austrii, gdzie pracował w okolicy Salzburga i Innsbrucka. W lipcu 1948 wyemigrował do Kanady.
Odznaczony Krzyżem Symona Petlury oraz Odznaką UHA.